# Bultex
Bultex est une marque de la société française COFEL (Compagnie Financière Européenne de Literie) spécialisée dans la fabrication de matelas et de sommiers, , issue, en 2002, d'un partenariat entre deux acteurs majeurs du secteur en Europe :
- Pikolin (leader en Espagne et au Portugal) ;
- Recticel (Groupe belge présent dans 25 pays)[2].

En juillet 2009, Pikolin devient l'actionnaire unique.
Le groupe Cofel possède également les marques Epéda et Mérinos. 

## Origine de la marque
Le nom Bultex provient de ces deux syllabes :
- « bul » évoque, selon la marque, les millions de bulles qui composent la matière ;
- « tex » renverrait à sa texture et à sa flexibilité[5].

## Historique
La matière Bultex a été créée vers le début des années 1970. 
Les produits de la marque sont fabriqués en France à  Noyen-sur-Sarthe (Sarthe) Criquebeuf sur Seine, Vesoul, Limoges. 
En 2024, Bultex.fr est lancé  avec la possibilité d'acheter les produits en ligne et de connaitre l'ensemble des points de vente en France. 